# علي المتيوتي
علي جاسم محمد برغوث المتيوتي (ولد في 1 يناير 1968 في ناحية القيروان قضاء سنجار في محافظة نينوى - العراق)، سياسي عراقي.

## المناصب التي شغلها
شغل مناصب عدة ضمن وزارة الدفاع العراقية قبل عام 2003 كونه خريج الكلية العسكرية العراقية الدورة 74
وكذلك ضمن تشكيلات وزارة الداخلية العراقية بدأت منذ عام 2004 وكانت اخر رتبة حصل عليها عقيد
ولغاية فوزه بعضوية مجلس النواب العراقي عام 2014 بعدما قدم استقالته من وزارة الداخلية واصبح عضواً في الدورة النيابية الثالثة.
استمر في عمله عضواً لمجلس النواب العراقي في لجنة لجنة الأمن والدفاع وساهم ومشارك في عمليات التحرير لمحافظة نينوى، وكان مدافع
شرس عن بلدته ومحافظته وعن حقوق الإنسان مستمراً بخط وطني واضح لغاية انتهاء الدورة الثالثة 2018.

## الاصوات التي حصل عليها
فاز عام 2014 في الدورة الثالثة لمجلس النواب العراقي[بحاجة لمصدر] عن قائمة متحدون للإصلاح وحصل على 9034 صوتاً